# Pradell de la Teixeta
Pradell de la Teixeta (spanisch Pradell) ist eine Gemeinde im Süden Kataloniens mit 178 Einwohnern (Stand: 2024) und liegt in der Provinz Tarragona und der Comarca Priorat. 

## Lage
Pradell de la Teixeta liegt etwa 33 Kilometer westnordwestlich von Tarragona in einer Höhe von ca. 465 m. 

## Bevölkerungsentwicklung
| Jahr      | 1970 | 1981 | 1991 | 2001 | 2011 | 2021 |
| Einwohner | 345  | 293  | 266  | 191  | 204  | 164  |

## Sehenswürdigkeiten

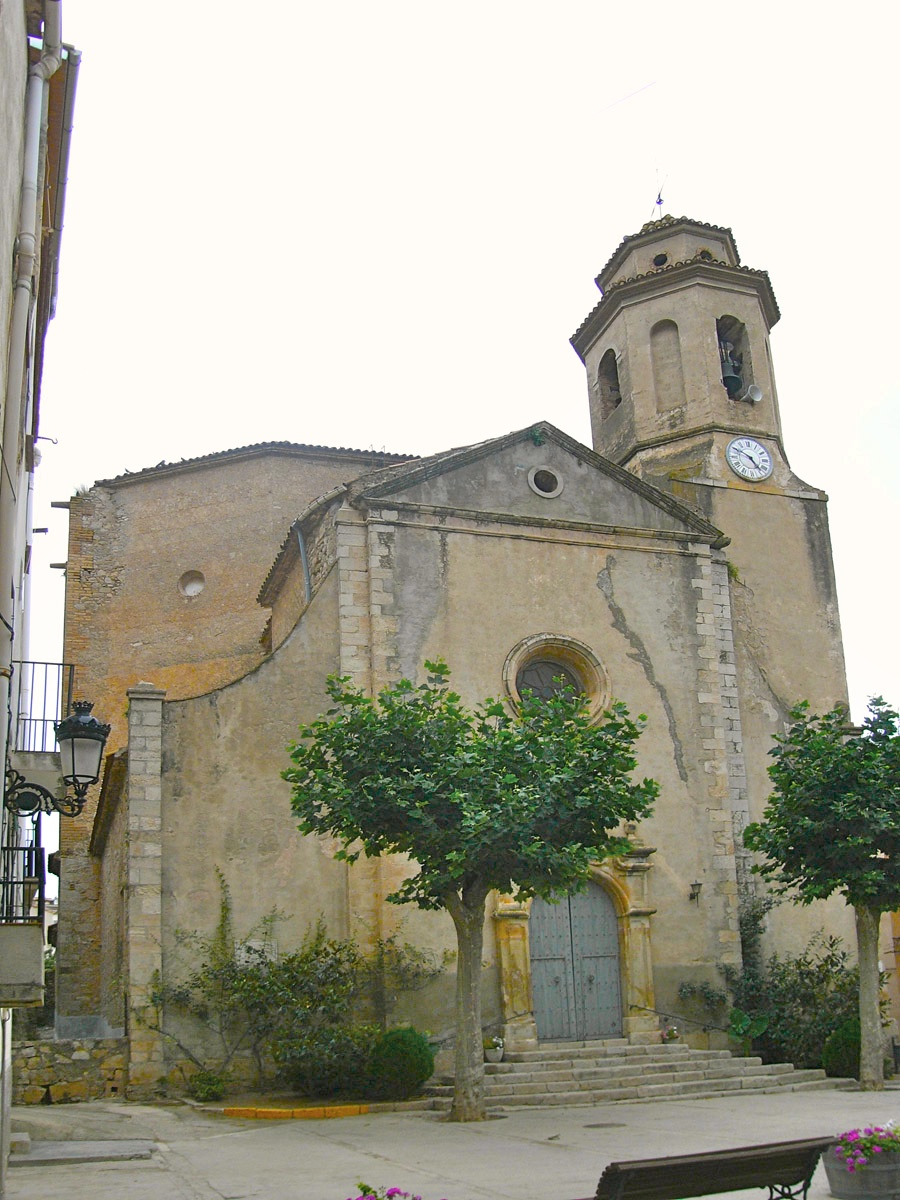
Magdalenenkirche

- Magdalenenkirche